# 七つの海を渡る風のように
「七つの海を渡る風のように」（ななつのうみをわたるかぜのように）は、愛内里菜&三枝夕夏の2作目のシングル。

## 概要
- 前作の人気に伴い発売することになった2枚目のコラボレートシングル。
- テレビアニメ『名探偵コナン』の劇場版『名探偵コナン 紺碧の棺』の主題歌に選ばれる。前作の映画では江戸川コナン、服部平次、怪盗キッドがメインであり、蘭と園子があまり活躍しなかったため、本作ではこの2人がメインとなっている。そのため、愛内と三枝はその世界観を重視した上で作詞を共同で行った。
- 本作にはスパークリング☆ポイントは参加しなかった。
- 前作に続き小松未歩のヒット作であり、『名探偵コナン』のエンディングであった「願い事ひとつだけ」と、オープニングであった松橋未樹の「destiny」[1]をカバーしている。アレンジが新しくなっているほか、「願い事ひとつだけ」は小松未歩が歌っている原曲よりもキーが低くなっている。
- USENでのリクエストが多く、数ヶ月間USENチャートで上位にランクインした。初動売り上げは前作よりやや減少したが、最高順位・累計売り上げは前作を上回った。
- 前作に引き続き、初回盤と通常盤に分けられるが、値段はどちらも税込み1,260円である。
- 三枝夕夏がボーカルに加わるシングルでは、最大の売り上げを記録している（三枝夕夏IN db名義では「君と約束した優しいあの場所まで」が最大）。また、三枝夕夏にとっては、初の『名探偵コナン』の劇場版主題歌（愛内里菜は2回目）となった。
- 三枝夕夏 IN dbのベストアルバム『三枝夕夏 IN d-best 〜Smile&Tears〜』には、三枝のソロバージョンが収録されている。

## 収録曲
1. 七つの海を渡る風のように
作詞：愛内里菜&三枝夕夏、作曲：大野愛果、編曲：葉山たけし
2. destiny -rearrange version-
作詞：麻越さとみ（RAMJET PULLEY）、作曲：間島和伸（RAMJET PULLEY）、編曲：大賀好修
3. 願い事ひとつだけ -rearrange version-
作詞・作曲：小松未歩、編曲：大賀好修
4. 七つの海を渡る風のように (RINA'S vocalless version)
初回限定盤のみ収録。
5. 七つの海を渡る風のように (U-ka's vocalless version)
初回限定盤のみ収録。
6. 七つの海を渡る風のように (Instrumental)
通常盤のみ収録。

## 収録アルバム
- THE BEST OF DETECTIVE CONAN 3 〜名探偵コナン テーマ曲集3〜 (#1)
- 劇場版 名探偵コナン 主題歌集 〜“20”All Songs〜 (#1)